# Бој на Косову (филм из 1989)
Бој на Косову је југословенски историјски ратни телевизијски филм из 1989, који је режирао Здравко Шотра, по сценарију Љубомира Симовића, који је извршио адаптацију свог ранијег драмског дела Бој на Косову. Главне улоге играју – Милош Жутић, Горица Поповић, Војислав Брајовић, Жарко Лаушевић, Љуба Тадић и Бранислав Лечић. Филм је снимљен поводом обележавања 600 година од насловног Боја на Косову и премијерно емитован на Телевизији Београд 26. јуна 1989. године. Биоскопска премијера филма била је у Сава центру 21, 22. и 23. јуна 1989, након чега је приказиван у Дому синдиката. Истовремено са приказивањем филма на телевизији и у бисокопу, почела је продаја видео касета.

## Радња
Српски кнез Лазар Хребељановић 1389. године одбија да се покори турском султану Мурату, који са великом војском надире према Србији, да би преко ње наставио да осваја Европу. Иако свестан да је слабији, без довољно опремљене војске, кнез Лазар одлучује да му се супротстави. Српски великаши су нејединствени. Већина је за борбу макар и по цену пораза, али се неки колебају. Све што је за оружје способно упућује се на Косово. Битка на Косову, 1389. године завршена је без победника — обе су војске искрвариле и посустале. Гину и Лазар и Мурат. Али ипак, бој на Косову је добијен — не за српску државу која је ускоро пала у турске руке — већ за Европу, коју је телима својих јунака спасила од првог и најјачег налета турске најезде.

## Настанак филма
Филм је снимљен за потребе државног обележавања 600 годишњице Косовске битке, а како је одлука о снимању филма касно донета, снимљен је за само месец и по дана. Снимање је почело 3. априла 1989, а завршено је половином маја. Реализација читавог филма, укључујући тражење локација, снимање и монтажу, реализована је за деведесет дана. Сценарио за филм написао је песник Љубомир Симовић, према својој раније написаној драми Бој на Косову.
Филм је сниман на различитим локацијама, а највећи део филма снимљен је у остацима Смедеревске тврђаве, између чијих зидина је постављена средњовековна пијаца, а ту је снимана и историјска кнежева вечера. Поред Смедерева, филм је сниман у Маврову, где је у манастиру Светог Јована Биговског, сниман простор двора Кнеза Лазара; у Пироту где је на тамошњој тврђави и у манастиру Поганово сниман простор двора Вука Бранковића. Сцене саме битке снимане су у Делиблатској пешчари, где је за потребе снимања изграђена реплика цркве Светог Јована Претече у Самодрежи, у којој се српска војска причестила уочи битке.
За потребе филма, редитељ Здравко Шотра окупио је екипу од 150 људи, коју је сачињавало око 30 тада најпознатијих глумаца. Приликом снимања сцена боја ангажовано је око хиљаду статиста и четрдесетак коња. Услед малог буџета и кратког рока снимања, у филму се провукло неколико грешака. У једној од сцена, у даљини се види трактор, а на половини битке у позадини пролази црвени камион. Такође, поједини статисти се виде у фармеркама, тренеркама и патикама, а један статиста гине чак 17 пута. 
Приликом избора глумаца за главне улоге Шотра се одлучио да Милош Жутић игра кнеза Лазара, књегињу Милицу Горица Поповић, Милоша Обилића Жарко Лаушевић, а Вука Бранковића Воја Брајовић. Иако је улога султана Мурата одмах поверена Љуби Тадићу, он се дуго двоумио да је прихвати, док је Александар Берчек одустао од улоге његовог сина Бајазита, па га је заменио Бранислав Лечић. Због обавеза на снимању ТВ серије Сеобе, Драган Николић је одустао од улоге Ивана Косанчића, коју је одиграо Милан Гутовић. Улогу Милана Топлице тумачио је Светозар Цветковић, а Косовке девојке Катарина Гојковић. Поред историјских, у филму се појављују и друге личности које тумаче – Бата Живојиновић, Милена Дравић, Петар Краљ, Иван Бекјарев, Танасије Узуновић, Миодраг Радовановић, Ирфан Менсур, Предраг Лаковић и др.

## Улоге
| Глумац                   | Улога                       |
| ------------------------ | --------------------------- |
| Милош Жутић              | Кнез Лазар Хребељановић     |
| Горица Поповић           | Кнегиња Милица Хребељановић |
| Војислав Брајовић        | Вук Бранковић               |
| Жарко Лаушевић           | Милош Обилић                |
| Љуба Тадић               | Султан Мурат I              |
| Бранислав Лечић          | Бајазит Јилдирим            |
| Марко Баћовић            | Јакуб Челебија              |
| Катарина Гојковић        | Косовка девојка             |
| Светозар Цветковић       | Милан Топлица               |
| Милан Гутовић            | Иван Косанчић               |
| Тихомир Арсић            | Лазар Мусић                 |
| Тони Лауренчић           | Стефан Мусић                |
| Бранко Цвејић            | Тамнавац                    |
| Богдан Диклић            | Левчанин                    |
| Душан Јанићијевић        | Миралем                     |
| Велимир Бата Живојиновић | Србин Хамза                 |
| Растислав Јовић          | Слуга Милутин               |
| Танасије Узуновић        | Светогорски Монах Герасим   |
| Миодраг Радовановић      | Патријарх Спиридон          |
| Иван Бекјарев            | Парамунац                   |
| Милутин Караџић          | Стражар                     |
| Милена Дравић            | Велислава                   |
| Петар Краљ               | Војиша                      |
| Неда Арнерић             | Рибарица                    |
| Љиљана Газдић            | Продавачица на пијаци       |
| Оливера Јежина           | Сељанка са крчагом          |
| Сузана Петричевић        | Анђа                        |
| Неда Огњановић           | Старија сељанка             |
| Предраг Лаковић          | Отац Теофан                 |
| Ирфан Менсур             | Јеромонах Макарије          |
| Радослав Миленковић      | Богоје/Мустафа              |
| Немања Станишић          | Деспот Стефан Лазаревић     |
| Јосиф Татић              | Капиџибаша                  |
| Рас Растодер             | Муратов слуга               |
| Предраг Милинковић       | Трпезар                     |
| Рајко Продановић         | Ризничар Вука Бранковића    |
| Драгомир Чумић           | Сељак са зобницом           |
| Власта Велисављевић      | Сељак са сеном              |
| Драган Вујић             | Чауш 1                      |
| Александар Матић         | Чауш 2                      |
| Богдан Кузмановић        | Чауш 3                      |
| Љубо Шкиљевић            | Џелат                       |